# Модульный конструктивизм

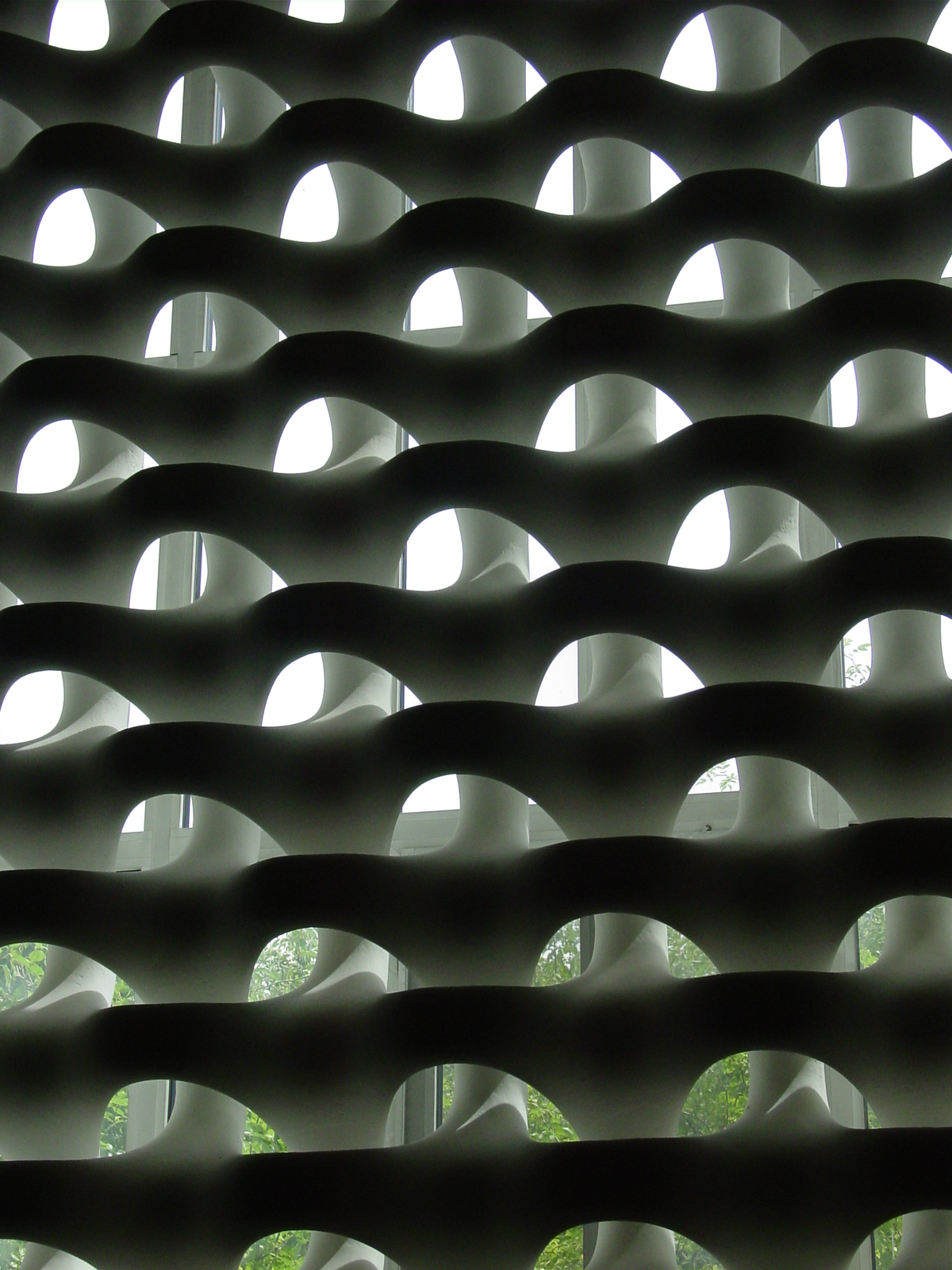
Ниша выполненная Эрвином Хауэром

Модульный конструктивизм (англ. modular constructivism) — скульптурное направление, сформировавшееся в 1950-х — 1960-х годах в США. Его возникновение тесно связывается с американскими скульпторами, в частности с Эрвином Хауэром и Норманом Карлбергом.
Идея модульного конструктивизма основана на чередовании тщательно структурированных модулей, которые допускают сложные, а в некоторых случаях бесконечные схемы повторения, иногда используемые для создания безграничных, в основном плоских, подобных экрану скульптурных и архитектурных форм. В ряде случаев чередование формирует более сложные многомерные структуры. Проектирование такого рода конструкций включает в себя интенсивное изучение комбинаторных возможностей иногда весьма криволинейных и текучих модулей, создавая бесшовное, квазиорганическое единство, которое может быть либо округлённым и замкнутым, либо открытым и потенциально бесконечным.
Создаваемые в рамках направления конструкции оказались полезными и привлекательными для использования в архитектурных стенах и экранах, часто демонстрируя сложные узоры волнообразных тканеподобных лямок и витков с отверстиями, которые пропускают и фильтруют свет, создавая при этом волнообразные узоры тени.

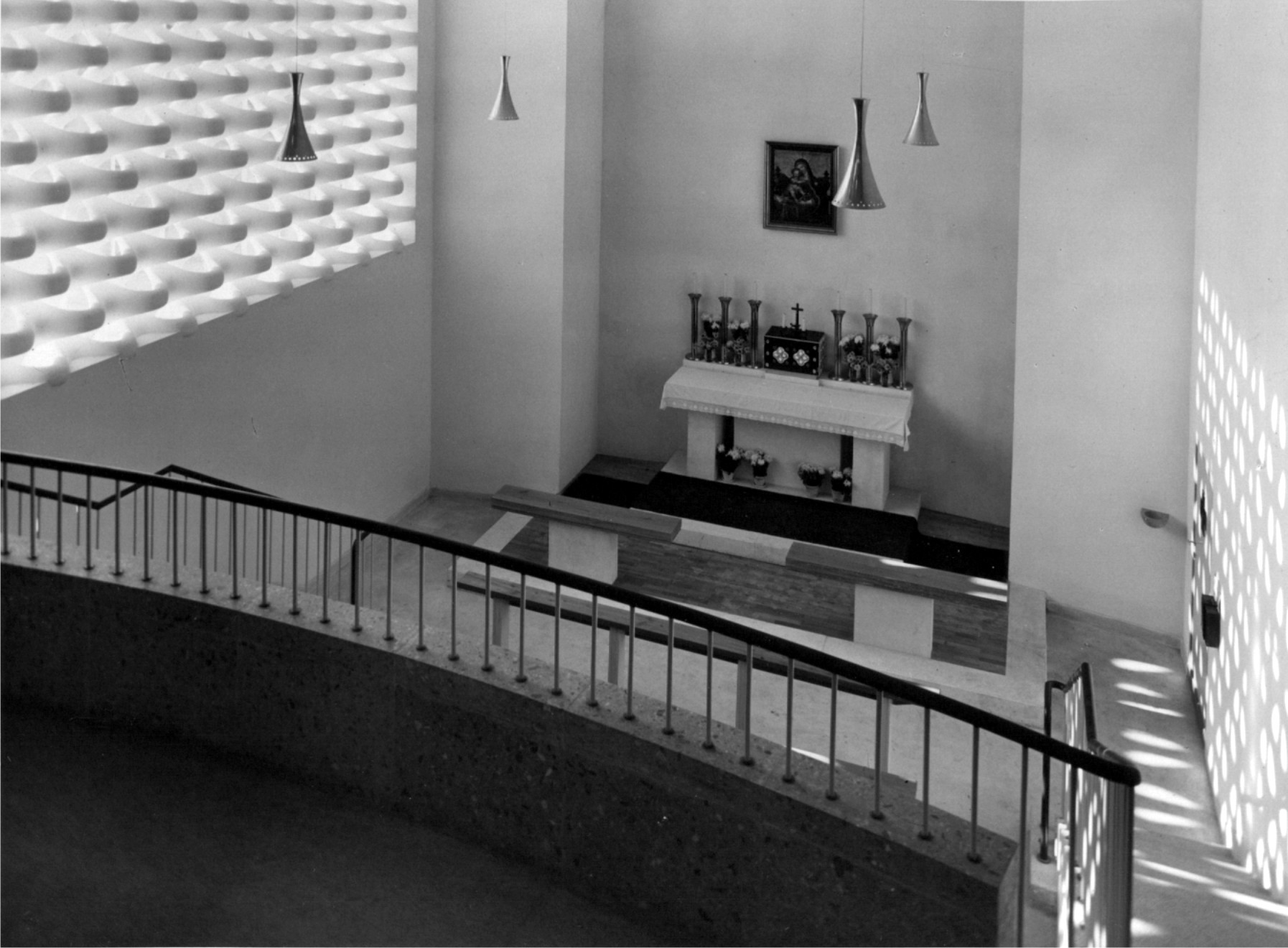
Ещё одна ниша выполненная Эрвином Хауэром

Главная задача художника заключалась в определении комбинаторных возможностей составных частей. Подобные экрану формы, используемые в архитектурном контексте для разделения пространства, фильтрации и добавления эстетической составляющей, стали важным событием в мире архитектуры.
В своей статье для журнала «Architecture Week» (от 4 августа 2004 года), один из создателей направления Эрвин Хауэр объясняет, что «непрерывность и потенциальная бесконечность узора были в самом центре его скульптуры с самого начала, с момента планирования». В процессе оттачивания своего стиля Хауэр провёл обширное исследование биоморфных форм, особенно так называемых седловых поверхностей, которые сочетают выпуклую и вогнутую кривизну и, таким образом, допускают плавное самосочетание, иногда в нескольких измерениях. Так же большое влияние на творчество Эрвина Хауэра оказали скульптуры Генри Мура с его плавными изгибами и переходами форм.
Энтузиазм и стилистика Хауэра оказались близки его коллеге из Йельского университета скульптору Норману Карлбергу. Оба скульптора были последовательными ученикам художника архи-формалиста Джозефа Альберса, получившего образование в высшей школы Баухаус в Веймаре. Действительно, с самого начала в оттачиваемом ими модульном подходе к скульптуре использовался скрытый формализм и даже минимализм, который держался в стороне от некоторых других художественных тенденций того времени, таких как поп-арт и постмодернизм, которые только начинали появляться.